# ماير أمشيل دي روتشيلد
ماير أمشيل دي روتشيلد (بالإنجليزية: Mayer Amschel de Rothschild)‏ (29 يونيو 1818 - 6 فبراير 1874) هو أحد أفراد عائلة روتشيلد، وهو الابن الرابع والأصغر لناثان ماير روتشيلد (1777-1836). وقد سمي بهذا الاسم نسبة إلى جده ماير أمشيل روتشيلد، بطريرك عائلة روتشيلد.